# Trappistenkloster Jarabacoa
Das Trappistenkloster Jarabacoa (lat.  Monasterium Beatae Mariae de Evangelio; span. Monasterio Cisterciense Santa María del Evangelio) ist seit 1989 ein Trappisten-Kloster in Jarabacoa, Provinz La Vega, in der Dominikanischen Republik. 

## Geschichte
Die spanische Abtei Santa María de Viaceli folgte einer Einladung durch Bischof Juan Antonio Flores Santana von La Vega und gründete 1989 sechs km südöstlich Jarabacoa das Männerkloster Santa María del Evangelio (Maria von der Frohbotschaft), dessen Baulichkeiten von den Mönchen erst errichtet werden mussten (Fertigstellung 1996). 2006 wurde das Kloster zum einfachen Priorat erhoben.
Obere:
- José Ramón Sanchez (1989–1991)
- Mariano Ballano (1991–1992)
- José Luis De Abaitua (1992–1999)
- Juan Antonio Sánchez Bueno (1999, Prior 2006–2024)